# Jerome Ford
Jerome Ford (Tampa, Florida, 12 de septiembre de 1999) es un jugador profesional estadounidense de fútbol americano que se desempeña en la posición de running back en Cleveland Browns, equipo de la National Football League (NFL).

## Carrera
Fue seleccionado en la quinta ronda en la Reunión Anual de Selección de Jugadores de la NFL de 2022. Hizo su debut profesional con el equipo Cleveland Browns, donde lleva jugando dos temporadas.